# أولاد لعروسي (الغربية)
أولاد لعروسي هو دُوَّار يقع بجماعة لغديرة، إقليم الجديدة، جهة الدار البيضاء سطات في المملكة المغربية. ينتمي الدوّار لمشيخة الغربية التي تضم 13 دوار. يقدر عدد سكانه بـ 352 نسمة حسب الإحصاء الرسمي للسكان والسكنى لسنة 2004.

## روابط خارجية
- البوابة الوطنية للجماعات الترابية
- المندوبية السامية للتخطيط